# Morada (California)
Morada es un lugar designado por el censo del condado de San Joaquín, California, Estados Unidos. Según el censo de 2020, tiene una población de 4054 habitantes.
En los Estados Unidos, un lugar designado por el censo (traducción literal de la frase en inglés census-designated place, CDP) es una concentración de población identificada por la Oficina del Censo exclusivamente para fines estadísticos.
En este caso, a todos los efectos prácticos, es un barrio de la ciudad de Stockton.

## Geografía
Está ubicado en las coordenadas 38°02′19″N 121°14′45″O / 38.03861, -121.24583 (38.038626, -121.245892). Según la Oficina del Censo, tiene una superficie total de 7.74 km², de los cuales 7.72 km² corresponden a tierra firme y 0.02 km² están cubiertos de agua.

## Demografía
Según la estimación 2019-2023 de la Oficina del Censo, los ingresos medios de los hogares son de $94,464 y los ingresos medios de las familias son de $169,653. Alrededor del 2.7% de la población está por debajo de la línea de pobreza.